# Зеброва амадина
Зебровата амадина (Taeniopygia guttata) е вид птица от семейство Estrildidae.

## Разпространение
Видът е разпространен в Австралия, Индонезия и Източен Тимор.